# Городские населённые пункты Сахалинской области
Сахалинская область России включает 20 городских населённых пунктов, в том числе:
- 14 городов, среди которых выделяются:
  - 1 город областного значения (в списке выделен оранжевым цветом), который в рамках организации местного самоуправления образует городской округ,
  - 13 городов в составе районов (из них 1 наделён статусом города районного значения, Углегорск) — в рамках организации местного самоуправления все они входят в городские округа;
- 6 посёлков городского типа (рабочих посёлков), из них 1 пгт является отдельной административно-территориальной единицей (Вахрушев).

Три городских населённых пункта Сахалинской области расположены на Курильских островах, в том числе: город Курильск — на острове Итуруп, город Северо-Курильск — на острове Парамушир, пгт Южно-Курильск — на острове Кунашир. Остальные города и пгт области находятся на острове Сахалин.

## Города
| №  | название                  | район / город областного значения | городской округ                                  | население (чел.) | основание / первое упоминание | статус города | прежние названия                                                          | герб |
| -- | ------------------------- | --------------------------------- | ------------------------------------------------ | ---------------- | ----------------------------- | ------------- | ------------------------------------------------------------------------- | ---- |
| 1  | Александровск-Сахалинский | Александровск-Сахалинский район   | Александровск-Сахалинский район, городской округ | ↘8769            | 1869                          | 1917          | до 1926 — Александровский пост                                            |      |
| 2  | Анива                     | Анивский район                    | Анивский городской округ                         | ↗9686            | 1886                          | 1947          | до 1905 — Лютога до 1946 — Рутака                                         |      |
| 3  | Долинск                   | Долинский район                   | городской округ «Долинский»                      | ↗11 840          | 1884                          | 1922          | до 1905 — Галкино-Врасское до 1946 — Отиай                                |      |
| 4  | Корсаков                  | Корсаковский район                | Корсаковский городской округ                     | ↘32 772          | 1853                          | 1907          | до 1854 — Муравьёвский пост до 1905 — Корсаковский пост до 1946 — Отомари |      |
| 5  | Курильск                  | Курильский район                  | Курильский городской округ                       | ↗2537            | XVIII век                     | 1947          | до 1946 — Сяна                                                            |      |
| 6  | Макаров                   | Макаровский район                 | Макаровский городской округ                      | ↘5691            | 1892                          | 1947          | до 1905 — Селютора до 1946 — Сиритору                                     |      |
| 7  | Невельск                  | Невельский район                  | Невельский городской округ                       | ↗10 568          | 1789                          | 1946          | до 1946 — Хонто                                                           |      |
| 8  | Оха                       | Охинский район                    | городской округ «Охинский»                       | ↘19 888          | 1908                          | 1938          |                                                                           |      |
| 9  | Поронайск                 | Поронайский район                 | Поронайский городской округ                      | ↘15 953          | 1869                          | 1946          | до 1905 — пост Тихменевский до 1946 — Сикука                              |      |
| 10 | Северо-Курильск           | Северо-Курильский район           | Северо-Курильский городской округ                | ↗2439            | 1898                          | 1947          | до 1946 — Касивабара                                                      |      |
| 11 | Томари                    | Томаринский район                 | Томаринский городской округ                      | ↘4299            | 1870                          | 1947          | до 1946 — Томариору                                                       |      |
| 12 | Углегорск                 | Углегорский район                 | Углегорский городской округ                      | ↘7686            | XX век                        | 1946          | до 1946 — Эсутору                                                         |      |
| 13 | Холмск                    | Холмский район                    | Холмский городской округ                         | ↘24 884          | 1870                          | 1922          | до 1905 — пост Маука до 1946 — Маока                                      |      |
| 14 | Южно-Сахалинск            | город Южно-Сахалинск              | город Южно-Сахалинск, городской округ            | ↗181 976         | 1882                          | 1915          | до 1905 — Владимировка до 1946 — Тоёхара                                  |      |

### Бывшие города
Здесь представлен список населённых пунктов, бывших в прошлом городами Сахалинской области.
| № | название     | район             | население (чел.) | основание / первое упоминание | статус города | прежние названия                                                    | герб |
| - | ------------ | ----------------- | ---------------- | ----------------------------- | ------------- | ------------------------------------------------------------------- | ---- |
| 1 | Горнозаводск | Невельский район  | 6051 (2002)      | XX век                        | 1947—2004     | 1905-1946 — Найхоро                                                 |      |
| 2 | Красногорск  | Томаринский район | 3611 (2002)      | 1907                          | 1947—2004     | 1905—1946 — Тиннай                                                  |      |
| 3 | Лесогорское  | Углегорский район | 1501 (1989)      | 1860                          | 1947—1993     | до 1905 — пост Сортунайский 1905-1946 — Наёси 1946-1993 — Лесогорск |      |
| 4 | Чехов        | Холмский район    | 4944 (2002)      | XX век                        | 1947—2004     | 1905—1946 — Нода                                                    |      |
| 5 | Шахтёрск     | Углегорский район | 8382 (2010)      | XX век                        | 1947—2017     | 1905—1946 — Торо                                                    |      |

## Посёлки городского типа
| № | название      | район                 | городской округ                 | население (чел.) |
| - | ------------- | --------------------- | ------------------------------- | ---------------- |
| 1 | Вахрушев      | Поронайский район     | Поронайский городской округ     | ↘1441            |
| 2 | Ноглики       | Ногликский район      | городской округ Ногликский      | ↘10 518          |
| 3 | Смирных       | Смирныховский район   | городской округ «Смирныховский» | ↗8293            |
| 4 | Тымовское     | Тымовский район       | Тымовский городской округ       | ↗8721            |
| 5 | Шахтёрск      | Углегорский район     | Углегорский городской округ     | ↘6572            |
| 6 | Южно-Курильск | Южно-Курильский район | Южно-Курильский городской округ | ↗7033            |